# Poor Little Fool
Singles de Ricky Nelson
My Bucket's Got a Hole in It (en)
(mars 1958) Lonesome Town
(août 1958)
Poor Little Fool est une chanson écrite par Sharon Sheeley et interprétée par Ricky Nelson. Sortie en single en juin 1958, elle est le premier no 1 du classement Hot 100 établi par le magazine Billboard.

## Histoire
Sharon Sheeley écrit Poor Little Fool après la fin de sa relation amoureuse avec Don Everly des Everly Brothers. Pour susciter l'intérêt de Ricky Nelson, elle lui prétend que la chanson a été écrite pour Elvis Presley par quelqu'un d'autre, de sorte que le chanteur, désireux de surclasser son concurrent, lui demande de l'enregistrer lui-même.
Imperial Records publie Poor Little Fool en 45 tours au mois de juin 1958, avec Don't Leave Me This Way en face B. Le 4 août, le magazine Billboard publie pour la première fois son classement Hot 100, qui cumule ventes de disques et passages à la radio pour déterminer les chansons les plus populaires aux États-Unis. Poor Little Fool occupe le sommet de ce premier classement.

## Reprises
Poor Little Fool a été reprise par de nombreux artistes, parmi lesquels :
- Brian Hyland sur l'album The Bashful Blond (1960)
- Patti Page sur l'album Patti Page Sings Golden Hits of the Boys (1962)
- Terry Black (en) sur l'album Only 16 (1965) – no 6 au Canada
- Frank Mills en single (1972)

## Classements
| Pays (classement)              | Meilleure position |
| ------------------------------ | ------------------ |
| États-Unis (Hot 100)           | 1                  |
| Royaume-Uni (UK Singles Chart) | 4                  |